# NGC 1176
NGC 1176 – gwiazda znajdująca się w gwiazdozbiorze Perseusza. Jej obserwowana jasność to około 14m. Skatalogował ją Guillaume Bigourdan 17 grudnia 1884 roku jako obiekt typu mgławicowego, lecz popełnił błąd w odległości biegunowej wielkości 1°.